# Ctesifont (historiador)
Ctesifont (grec antic: Κτησιφῶν, llatí: Ctesiphon) fou un historiador grec autor d'una obra sobre Beòcia de la qual Plutarc cita el tercer llibre. Podria ser el mateix autor Ctesifont que va escriure sobre arbres i plantes també esmentat per Plutarc.